# Tibú
Tibú est une municipalité située dans le département de Norte de Santander en Colombie.

## Histoire
Des paramilitaires de l'organisation Los Rastrojos exécutent huit paysans — membres de L’Association paysanne de Catatumbo — le 18 juillet 2020.